# کجا بوده‌ای
«کجا بوده‌ای» (به انگلیسی: Where Have You Been) تک‌آهنگی از هنرمند اهل باربادوس ریانا است که در ۸ مه ۲۰۱۲ منتشر شد. این تک‌آهنگ در آلبوم تاک دت تاک قرار داشت.
این تک‌آهنگ در چارت‌های ، در رتبه اول و در چارت‌های ، والونیا، اسکاتلند، فرانسه، نروژ، استرالیا، دانمارک، فلاندرز، نیوزلند، بریتانیا، جزو ده ترانه اول قرار گرفت.